# Guido Sagliocca
Guido Sagliocca (Calvi, 31 marzo 1947) è un attore e doppiatore italiano.
Noto per aver dato la voce a Michael Biehn in Terminator e soprattutto Tony Sirico nel ruolo di Paulie Gualtieri nella famosa serie televisiva I Soprano, ha inoltre doppiato nel corso di sei stagioni un A.C. nella serie televisiva Oz.

## Filmografia

### Cinema
- Il colonnello Buttiglione diventa generale, regia di Mino Guerrini (1974)
- Buttiglione diventa capo del servizio segreto, regia di Mino Guerrini (1975)
- Sensi caldi, regia di Arduino Sacco (1980)
- Panagulis vive, regia di Giuseppe Ferrara (1980) - versione per il cinema
- Cento giorni a Palermo, regia di Giuseppe Ferrara (1984)

### Televisione
- E le stelle stanno a guardare, regia di Anton Giulio Majano – miniserie TV (1971)
- Panagulis vive, regia di Giuseppe Ferrara – miniserie TV (1982)
- Quasi quasi mi sposo, regia di Vittorio Sindoni – film TV (1982)
- La scalata, regia di Vittorio Sindoni – miniserie TV (1993)

## Doppiaggio

### Film
- Michael Biehn in Terminator
- Sam Neil in Conflitto finale
- Chris Penn in Amicizia pericolosa
- Eric Roberts in Gli immortali
- Tom Conti in Derailed - Attrazione letale
- Bud Cort in Le avventure acquatiche di Steve Zissou
- Michael Papajohn in Selma - La strada per la libertà
- Stephen McHattie in L'assassino della domenica
- Martin Mull in Fortuna a palate
- Ron Lea in Georgetown
- Iqbal Theba in Green Book
- Eric DaRe in Critters 4
- Hilton McRae in Via dalla pazza folla
- Philippe Volter in La doppia vita di Veronica
- Douglas Fairbanks Jr. in Sinbad il marinaio (ridoppiaggio)

### Serie televisive
- Tony Sirico in I Soprano
- Roddy McDowall ne Il pianeta delle scimmie
- Oliver Platt in Bored to Death - Investigatore per noia[1]
- Matt Craven in High incident
- Peter Lupus in Missione Impossibile (st. 1)
- James Remar in City on a Hill[2]
- Ed Marinaro in Hill Street giorno e notte
- Joe Grifasi in Bull[3]
- David Reivers in Streghe
- José Zúñiga in CSI - Scena del crimine
- Brian Baumgartner in The Office
- Jesse Collins in Poliziotto a 4 zampe
- Hugh Sachs in La regina Carlotta: Una storia di Bridgerton
- Murphy Guyer in Oz
- Carlos Linares in Snowfall
- Galvão Bueno in Senna
- Ramiro Vayo in L'eternauta

### Telenovelas
- Reginaldo Faria in Dancin' Days
- Wolf Maya in Happy End

### Cartoni animati e anime
- Signor Cramp in I gemelli Cramp
- Albert in Candy Candy
- Apollo in C'era una volta... Pollon
- Blu Falcon in L'invincibile Blu Falcon

### Film d'animazione
- Bernie in Bianca e Bernie nella terra dei canguri
- Gob 2 in Scooby-Doo e il lupo mannaro